# بولس الطلي
بولس الطلي (نشط في أوائل القرن السابع الميلادي)، كان أسقفًا سريانيًا أرثوذكسيًا في الطلة ومترجمًا مهمًا للأعمال اليونانية إلى السريانية.
كان بولس من مواليد الطلة. وبحلول عام 615 م أصبح أسقفًا. وفي وقت ما قبل عام 613، فر من الشام إلى مصر . ومن المحتمل أنه كان واحدًا من بين العديد من الأساقفة غير الخلقيدونيين الذين فروا في عام 599 م وسط اضطهاد دوميتيان المليتيني، ابن شقيق الإمبراطور موريس. ولم يذكره ميخائيل السرياني بين المنفيين، ولكن يُقال إن أسقف الطلة عاد إلى الأبرشية عندما توقف الاضطهاد. وإذا كان هذا هو بولس، فقد فر مرة ثانية إلى مصر أثناء الغزو الفارسي للشام في عامي 609 و611 م.
في مصر، عاش بولس في إيناتون، وهي مجموعة من الأديرة بالقرب من الإسكندرية. وهناك انضم إلى علماء سريانيين آخرين، بمن فيهم توما الهرقلي، لترجمة النصوص اليونانية إلى السريانية. عمل بولس بين عامي 613 و617 م، وكان مسؤولًا بشكل أساسي عن ترجمة السريانية السداسية، وهي ترجمة سريانية للسبعينية، وهي الترجمة اليونانية للعهد القديم، استنادًا إلى النسخة الموجودة في سداسيات أوريجينوس. كما ترجم أيضًا طقوسًا لمعمودية سويرس الأنطاكي. يتميز عمله في الترجمة بالتقليد الدقيق للصرف اليوناني والنحو وترتيب الكلمات، وربما استخدم بعض السريانيين نصوصه لاحقًا في الترجمات العربية.
يُقترح أحيانًا أن بولس الطلّي هو مترجم المقطع المتعلق بيسوع والمرأة الزانية، والذي لا يوجد لا في البشيطة السريانية القياسية اللاحقة للكتاب المقدس، ولا في ترجمة تومو هرقل للعهد الجديد، النسخة الهرقلية. يُنسب إلى شخص يُدعى "عباس هرقل" في المخطوطات، ولكن يُرجّح أن يكون بولس الرهاوي.
بالإضافة إلى ترجماته، كتب بولس على الأقل سدرًا واحدًا (نوع من الصلاة الطويلة).
هناك تساؤل حول ما إذا كان أسقف الطلة بولس، ومترجم الترجمة السبعينية الذي يحمل الاسم نفسه هما الشخص نفسه. يُعرّف المترجم أحيانًا بأنه بولس النصيبيني.